# Hope & Glory (serie televisia)
Hop & Glory è una serie televisiva britannica della BBC. È stato creato da Lucy Gannon.

## Trama
La scuola principale è in un'area completamente depressa, la Hope Park Comprehensive, è sul punto di chiudere da anni. Le cose cominciano a migliorare quando lo stanco preside Neil Bruce viene sostituito dal giovane e dinamico  Ian George.
Ian conquisti immediatamente  il capo del consiglio dei governatori ,Dennis Hill e la nuova insegnante Debbie Bryan.
Ma riuscirà a conquistare  la fiducia del vice capo.

## Episodi
| Stagione         | Episodi | Prima TV originale | Prima TV italiana |
| ---------------- | ------- | ------------------ | ----------------- |
| Prima stagione   | 6       | 1999               | inedita           |
| Seconda stagione | 4       | 2000               | inedita           |
| Terza stagione   | 6       | 2000               | inedita           |